# Fenolo O-metiltransferasi
La fenolo O-metiltransferasi è un enzima appartenente alla classe delle transferasi, che catalizza la seguente reazione:
S-adenosil-L-metionina + fenolo ⇄ S-adenosil-L-omocisteina + anisolo
L'enzima agisce su una varietà di semplici alchil-, metossi-, ed alo-fenoli.